# Sołectwo

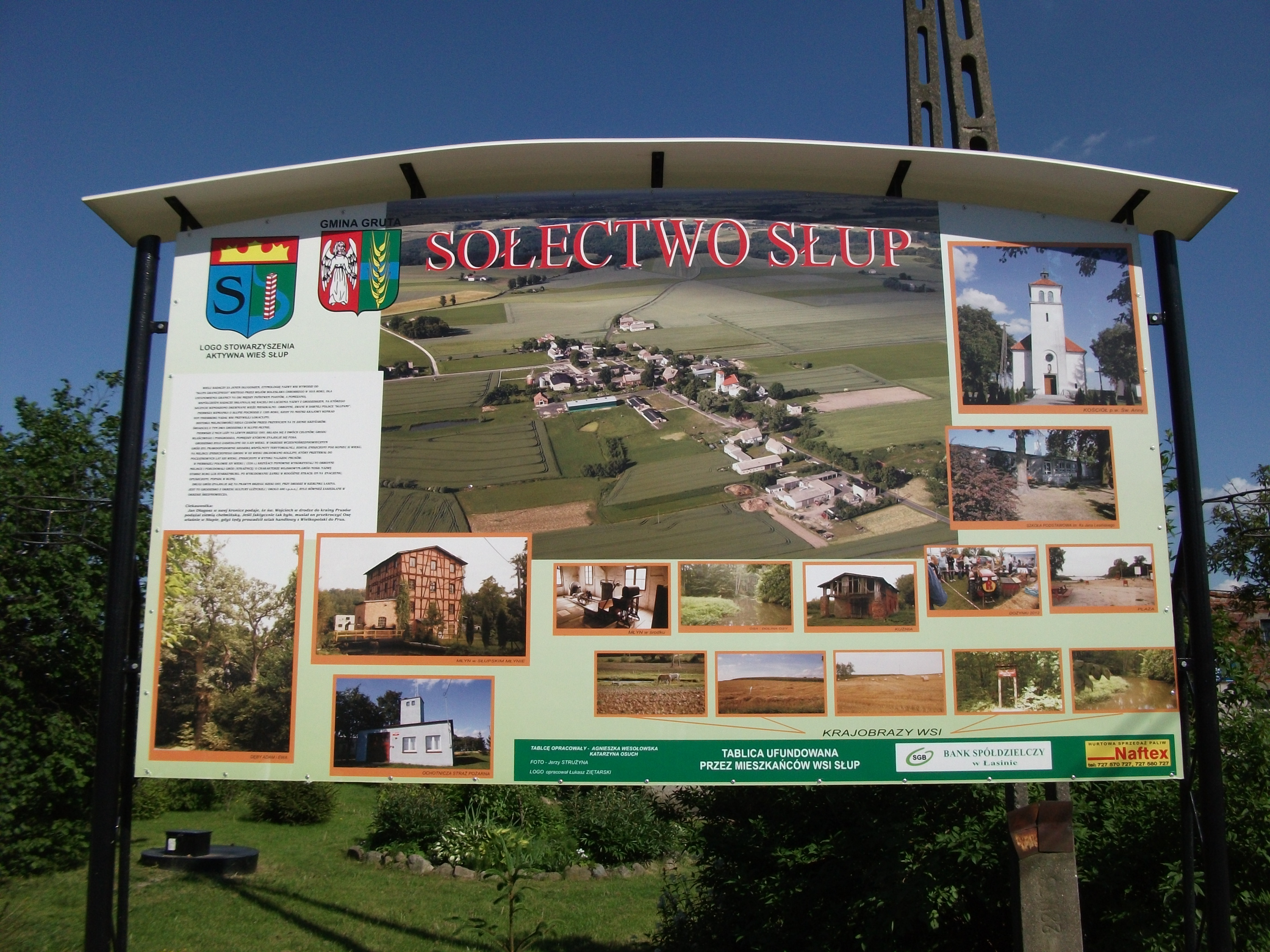
Sołectwo

Sołectwo – jednostka pomocnicza gminy we współczesnej Polsce, charakterystyczna głównie dla obszarów wiejskich. Obszar, zakres działania sołectwa i jego organów określa rada gminy w statucie sołectwa.
Według stanu na 31 grudnia 2023 funkcjonowało 40 812 sołectw.

## Charakterystyka
Organem uchwałodawczym w sołectwie jest zebranie wiejskie, a wykonawczym – sołtys. Działalność sołtysa wspomaga rada sołecka. Sołtysa oraz radę sołecką wyłaniają stali mieszkańcy danego sołectwa w tajnym i bezpośrednim głosowaniu na zebraniu wiejskim.
Zebranie wiejskie jest przykładem realizacji idei demokracji bezpośredniej, podczas którego artykułowane są najważniejsze problemy mieszkańców sołectwa. Udział mieszkańców w zebraniach wiejskich jest bardzo zróżnicowany. Średnio kształtuje się na poziomie około 15%.
Od 2010 roku sołectwa, za zgodą rady gminy, mogą dysponować funduszem sołeckim. W 2013 roku ponad połowa gmin, w których jednostkami pomocniczymi były sołectwa, uruchomiła fundusz sołecki.

## Struktura
Sołectwo może obejmować jedną miejscowość (np. wieś bądź przysiółek, a nawet osadę), część miejscowości lub kilka miejscowości. Także w jednej miejscowości może być ustanowionych kilka sołectw.

## Liczba sołectw w Polsce
Dane z rocznika statystycznego GUS według stanu na dzień 31 grudnia każdego roku:
- 2022 – 40 836[6]
- 2021 – 40 825[7]
- 2020 – 40 821[8]
- 2019 – 40 789[9]
- 2018 – 40 740[10]
- 2017 – 40 725[11]
- 2016 – 40 726[12]
- 2015 – 40 688[13]
- 2014 – 40 617[14]
- 2013 – 40 583[15]
- 2012 – 40 571[16]
- 2011 – 40 540[17]
- 2010 – 40 475[18]
- 2009 – 40 464[19]
- 2008 – 40 459[20]
- 2007 – 40 398[20]
- 2006 – 40 348[21]
- 2005 – 40 345[22]
- 2004 – 40 328[23]
- 2003 – 40 278[24]
- 2002 – 40 205[25]
- 2001 – 40 152[26]
- 2000 – 39 938[27]

## Sołectwa miejskie
W miastach najczęściej odpowiednikiem sołectwa jest osiedle (bądź dzielnica). Jednak nie jest to regułą i są przypadki, gdzie w obrębie miasta ustanawiane są także sołectwa. W 2013 roku w 12 gminach miejskich funkcjonowało 49 sołectw. Jednostki pomocnicze w postaci sołectw w wymienionym roku były wyodrębnione w następujących gminach miejskich: Krasnystaw (7 sołectw), Orzesze (7), Jastrzębie-Zdrój (6), Mikołów (5), Pieszyce (4), Zawiercie (4), Suwałki (3), Kalisz (3), Czarna Woda (2), Miasteczko Śląskie (3), Woźniki (4), Sejny (1), Świnoujście (1). Brak było natomiast sołectw w miastach znajdujących się w gminach miejsko-wiejskich. Stan ten uległ zmianie w 2014 roku, gdy prawa miejskie otrzymała Stepnica – na obszarze miasta funkcjonują dwa sołectwa. Do 2010 roku 3 sołectwa istniały w Warszawie w dzielnicy Białołęka.
W sześciu gminach miejskich w 2013 roku podjęta została uchwała o wyodrębnieniu funduszu sołeckiego na 2014 r. Były to Miasteczko Śląskie, Orzesze, Jastrzębie-Zdrój, Krasnystaw, Czarna Woda oraz Zawiercie.
W Zielonej Górze z początkiem 2015 utworzono jedną jednostkę pomocniczą pod nazwą dzielnica Nowe Miasto, podzieloną na jednostki pomocnicze niższego rzędu – sołectwa. Wcześniej jednostki te wchodziły w skład gminy wiejskiej Zielona Góra.